# Jean-Michel Pillon
Jean-Michel Pillon és un agent de duanes francès de la Direcció General de Duanes i Impostos Indirectes (en francès Direction générale des Douanes et Droits indirects) i director de duanes de la regió d’Occitània.
El 22 de gener de 2024 es feu públic que fou l'autor de l'informe fals que va atribuir a Xavier Trias un compte corrent a Suïssa amb 13 milions d'euros el 2014, quan era batlle de Barcelona. Segons la investigació, com a agent de duanes a Tolosa de Llenguadoc, hauria facilitat diverses informacions a la policia espanyola i hauria cobrat per les informacions al voltant de 50.000 euros procedents de fons reservats. Jean-Michel tindria molt bones relacions de fa anys amb el comissari espanyol Enrique García Castaño, el qual li hauria demanat buscar dades de líders polítics catalans a l'anomenada llista Falciani. Les peticions d'informació el novembre de 2012 foren també sobre Jordi Pujol Ferrusola, i l'any següent sobre diversos càrrecs de Convergència Democràtica de Catalunya com el tresorer del partit Daniel Osàcar i també Fèlix Millet. No seria fins a l'agost de 2014 que rebria la petició d'informació sobre Xavier Trias i l'11 de setembre d'aquell mateix any setembre Pillon li va enviar un dossier de 31 pàgines a García Castaño anomenat "Dossier XTVL" farcit d'informació falsa i extreta de la Viquipèdia, en què es deia que l'exbatlle de Barcelona tenia un compte al banc UBS de Ginebra (Suïssa) amb gairebé 13 milions d'euros. Aquesta informació falsa seria publicada en portada pel diari El Mundo, i fou denunciat per Xavier Trias el qual va aconseguir el desmentiment del mateix banc i la prova que el compte no existia. Amb el desmentiment, José Manuel Villarejo acompanyat de Garcia Castaño visitaren Pillon a Lió i li reclamaren explicacions, al qual ell els respongué sorprenentment que Trias "gaudia de privilegis a Suïssa", com per exemple "poder canviar la numeració cada cinc dies", és a dir, que el número del compte publicat per El Mundo no era fals, sinó "caducat". Informació sorprenent que els policies es cregueren i acabaren incloent en un informe en el qual haurien assegurat que la investigació sobre Trias la feien policies espanyols, "no una unitat secreta".
Quan els fets es van fer públics, Pillon es va prejubilar precipitadament de la seva feina a les duanes franceses.